# Otto von Hadmersleben
Otto von Hadmersleben (* vor 1250; † nach 1259) war Stammvater der Edlen von Hadmersleben zu Egeln.
Der Name der Edlen von Hadmersleben leitet sich von dem Stammsitz in der Uferrandburg Hadmersleben ab. Im Jahre 1250 eroberte Otto von Hadmersleben Stadt und Burg Egeln und gründete dort eine neue Linie der Edlen von Hadmersleben zu Egeln. Nach Leuckfeld war Otto von Hadmersleben immer zu einer Fehde bereit, und der Mönch Reinold von Marienthal bezeichnet ihn als "Teufel auf Erden". Im Jahre 1259 stiftete er mit seiner Gemahlin Jutta von Blankenburg das Kloster Marienstuhl in Egeln. Die Klosterstifter sind vor dem Hauptaltar der Klosterkirche bestattet.
| Personendaten    | Personendaten         |
| ---------------- | --------------------- |
| NAME             | Otto von Hadmersleben |
| KURZBESCHREIBUNG | Adliger               |
| GEBURTSDATUM     | vor 1250              |
| STERBEDATUM      | nach 1259             |